# Starigrad, Zadars län
Starigrad är en ort i Kroatien.   Den ligger i länet Zadars län, i den södra delen av landet, 170 km söder om huvudstaden Zagreb. Starigrad ligger 6 meter över havet och antalet invånare är 1 154.
Terrängen runt Starigrad är varierad. Havet är nära Starigrad åt sydväst. Runt Starigrad är det ganska tätbefolkat, med 111 invånare per kvadratkilometer. Närmaste större samhälle är Vrsi, 16,7 km väster om Starigrad. 